# Thrinchostoma petersi
Thrinchostoma petersi là một loài Hymenoptera trong họ Halictidae. Loài này được Blüthgen mô tả khoa học năm 1930.